# Jean Miotte

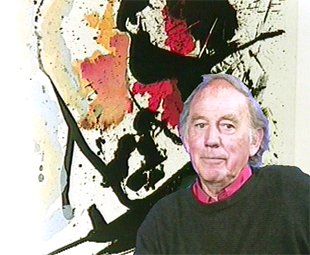
Jean Miotte (1995)

Jean Miotte (* 8. September 1926 in Paris; † 1. März 2016 in Pignans) war ein französischer Maler und Illustrator. Er gilt als einer der großen abstrakten Maler Frankreichs und war einer der ersten Vertreter von L’Art Informel, einer Kunstbewegung, die 1945 in Paris begann.

## Werdegang
Nach dem Ende des Zweiten Weltkriegs studierte Miotte zunächst Mathematik und Ingenieurwesen an der École spéciale des travaux publics, du bâtiment et de l’industrie (ESTP) und schloss das Studium mit einem Bachelor ab. Er widmete sich bereits während seiner Studienzeit der (figurativen) Malerei. Ab 1947 besuchte er regelmäßig die Ateliers von Othon Friesz und Ossip Zadkine in Montparnasse.
Sein ruheloses Schaffen begann Miotte 1948 nach einer Italienreise, auf der er zunächst in Florenz das Quattrocento ergründete und später in Rom mit den Malern Piero Dorazio, Mino Guerrini und Achile Perilli sowie Franco Ambris und Ricardo Antohi aus der Künstlergruppe Movimento per l’arte concreta zusammenkam.
Nach seiner Rückkehr aus Italien richtete er 1949 sein Atelier in Meudon ein und lernte dort den italienischen Maler Gino Severini sowie den US-amerikanischen Maler Sam Francis kennen. Zudem machte er die Bekanntschaft von Hans Arp, einem deutsch-französischen Maler. In dieser Zeit entwickelte Miotte seine Vorliebe für die abstrakte Kunst. Bereits vier Jahre später verlegte Miotte 1953 Wohnsitz und Atelier nach Bologna in die Prinz Yiourievitch Villa, wo er sich oft mit seinen Freunden Pierre Dimitrienko, André Lanskoy und Serge Poliakoff traf.
Als Stipendiat der Ford-Stiftung reiste er 1961 erstmals nach New York, wo er Protagonisten der Nachkriegs-Avantgarde, darunter Robert Motherwell und Mark Rothko, begegnete. Im Jahr 1962 folgten weitere Reisen durch die Vereinigten Staaten von Amerika.
Zurück in Frankreich bezog Miotte 1963 sein erstes Atelier in Pignans und wurde 1970 Mitglied der Künstlervereinigung Salon des Réalités Nouvelles. Allerdings war er zu diesem Zeitpunkt immer noch weit davon entfernt, sich niederzulassen: So verlegte Miotte 1972 sein Studio nach Hamburg, ein Jahr später nach Vitry-sur-Seine und 1976 zog er weiter nach SoHo, New York.
Als einziger westlicher Künstler wurde Miotte 1979 nach dem Ende der Kulturrevolution nach Peking eingeladen. Aufgrund des starken Interesses chinesischer Intellektueller, Künstler und Studenten an seinen Werken folgten weitere Einladungen nach Shanghai, Guilin und Guangzhou.
1982 bereist Miotte Japan mit Aufenthalten in Nara und Kyoto.
Zusammen mit Guy de Rougement und Mehdi Qotbi nahm er 1987 in Malta am euro-arabischen Symposium teil.
Im Jahr 1994 verlagerte Miotte sein Atelier nach Freiburg im Üechtland (Schweiz) und ein Jahr später erneut nach Pignans, wo ihm sein Freund Gérard Anezin 1995 ein neues Studio entworfen und gebaut hatte – es brannte jedoch schon zwei Jahre später aus.
Am 1. März 2016 starb Jean Miotte in Pignans, seine Urne wurde auf dem Ohlsdorfer Friedhof in Hamburg beigesetzt.

## Wirken
Während seiner frühen Jahre malte Miotte Ölbilder, insbesondere Stillleben, aber auch imaginäre Kompositionen.
In seinen ersten abstrakten Arbeiten, die 1957 erstmals als Einzelausstellung in der Galerie Durand in Paris gezeigt wurden, dominieren noch dunkle Farben. In seinen späteren, reiferen Kompositionen zeigen rhythmische Malwerte ihre volle Wirkung. Neben Schwarz und Weiß setzt Miotte auch auf kräftige (Primär-)Farben in kunstvollen Kombinationen.
Während der kurzen Zeit in Hamburg begann Miotte in seinen Werken Ölfarben durch Acryl zu ersetzen. Seitdem zeichnen sich seine Bilder zudem durch eine auffällige Reduktion aus.
Miotte experimentiert ebenfalls mit Gouache, Tinte, Radierung, Lithographie und Collagen. Die Verwendung von schwarzer Farbe auf weißer oder roher Oberfläche erinnert häufig an Kalligraphie; wenn Farbe erscheint, reicht sie von primären bis zu erdigen Tönen.
Kritiker sagen, er sei einzigartig unter den Künstlern des Informel, weil er permanent wachsen wollte, gegen Wiederholungen kämpfte sowie sich selbst und seine Ausdrucksform immer wieder in Frage stellte. Heute befinden sich seine Werke in den Sammlungen vieler renommierter Museen auf der ganzen Welt.

## Werke
- Délivrance (1960), Öl auf Leinwand, Museum Ludwig, Köln
- Ohne Titel (1979), Neue Pinakothek, München
- L’Espace en Soi en Soi L’Espace (1987), Museum of Modern Art, New York, USA[1]
- Ohne Titel (1988), Acryl auf festem Papier, Museum am Ostwall, Dortmund
- Ohne Titel (1990), Acryl auf Büttenpapier, Museum am Ostwall, Dortmund
- Le Maître du monde (1995), Radierung auf Büttenpapier, Museum am Ostwall, Dortmund